# دی۱۲
دی‌تواِلو (به انگلیسی: D12) یا دِرتی دازن (به انگلیسی: Dirty Dozen) نام گروه رپی بود که در سال ۱۹۹۶ در دیترویتِ ایالتِ میشیگانِ ایالات متحده آمریکا توسط اعضای اولیهٔ گروه پروف، بیزار، امینم، فاز اسکوتا، کونیوا و باگز ام‌سی‌های محلی دیترویت تشکیل شد.این گروه طبق اعلام رسمی امینم در آهنگ stepping stone منحل شد.
در سال ۱۹۹۹ زمانیکه امینم به یک ستاره هیپ هاپ تبدیل شد، دی‌توالو نیز به دنبال آن توانست به شهرت دست یابد. در آن زمان پروف، امینم، بیزار، کونیوا، کان آرتیس و سویفتی مک وی اعضای گروه بودند، اما پروف در سال ۲۰۰۶ مانند باگز یکی دیگر از اعضای سابق گروه به قتل رسید. دی‌توالو در اوایل ۲۰۰۱ به اوج شهرت خود رسید ولی کم‌کم از شهرتشان کاسته شد.
در سال ۲۰۱۲ بیزار از این گروه جدا شد اما در ۲۰۱۴ دوباره به این گروه بازگشت.

## اعضا

### اعضای پیشین
- کونیوا (ون کارلیسل)
- کان آرتیس (دینان پرتر)
- سویفتی مک وی (اُندر مور)
- بیزار (روفوس آرتور جانسون)
- پروف (درگذشته)
- باگز (درگذشته)
- فاز اِسکوتا
- امینم

## آهنگ‌شناسی

### آلبوم‌ها
- شب شیطان (۲۰۰۱)
- دنیای دی۱۲(۲۰۰۴)
- (Devil's Night mixtape(2015

### تکی‌ها
- (۲۰۰۱) Shit on You
- (۲۰۰۱) Purple Pills
- (۲۰۰۱) Fight Music
- (۲۰۰۴) My Band
- (۲۰۰۴) How Come